# اجتماع فريق الخبراء حول القضاء على العنف على النساء والفتيات
عُقد اجتماع فريق الخبراء للقضاء على العنف على النساء والفيتات في إطار برامج العمل متعدد السنوات التابع للجنة الأمم المتحدة المعنية بوضع المرأة في الفترة ما بين عامي 2010-2014. ويمثل «نبذ جميع أشكال العنف على النساء والفتيات والقضاء عليها» موضوعًا ذا أهمية في دورته السابعة والخمسين لعام 2013. وعُقد الاجتماع في العاصمة التايلندية، بانكوك في الفترة ما بين 17-20 سمتمبر 2012، ونظمته هيئة الأمم المتحدة للمساواة بين الجنسين وتمكين المرأة (هيئة الأمم المتحدة للمرأة)، وبالتعاون من المنظمات الدولية التالية:
- لجنة الأمم المتحدة الاقتصادية والاجتماعية لأسيا والمحيط الهادي (ESCAP)
- برنامج الأمم المتحدة الانمائي (UNDP)
- صندوق الأمم المتحدة للسكان
- منظمة الأمم المتحدة للطفولة (اليونسيف)
- منظمة الصحة العالمية (WHO)[1]

## تقرير الجلسة
كان التقرير النهائي للجلسة المنعقدة بحضور هذا الفريق من الخبراء سردًا لما ورد بها من مناقشة وتحليل لأهم القضايا والتحديات المطروحة على الحضور من خلال أبحاث مقدمة مسبقًا من هؤلاء الخبراء لمناقشتها أثناء الجلسة ومن ثم وضع النتائج والتوصيات التي يجب أخذها في الاعتبار عند تقديم المقرر هذا التقريرلأمين عام لجنة شؤون المرأة حتى يتمكن من عرضه ونشره على نطاق أوسع خلال الدورة السابعة والخمسين (CSW57).